# Jean-Pierre Deleuze
Pour les articles homonymes, voir Deleuze.
Jean-Pierre Deleuze est un compositeur belge né à Ath en 1954.

## Biographie
Après avoir obtenu un premier prix dans la classe d'harmonie de Jean-Marie Simonis au Conservatoire royal de Bruxelles, il s'oriente vers l'étude de la composition qu'il poursuit auprès de Marcel Quinet de 1981 à 1986 et termine ses études en obtenant un premier prix de fugue dans la classe de Jacques Leduc.
Professeur d’écritures, puis d’écritures approfondies au Conservatoire royal de Mons, il y a enseigné l’étude rationnelle de la syntaxe et des styles des grands compositeurs, depuis la polyphonie de la Renaissance jusqu’aux techniques de différents compositeurs des XXe et XXIe siècles. Dans ce cadre, il a publié les actes d'un colloque dédié aux écritures musicales.
Il a aussi enseigné l’analyse musicale à la Chapelle musicale Reine Élisabeth durant la session 2001-2004.
Son activité de compositeur s'est vue récompensée par le prix "Musique Contemporaine" lors de la première édition des SABAM Awards en 2014.
En janvier 2007, il est élu membre de l'Académie royale des sciences, des lettres et des beaux-arts de Belgique.

## Distinction
- Grand officier de l'ordre de Léopold[5]

## Œuvres
- Mers Mortes (1985) pour piano à 4 mains.
- Candrakalâ (1987) pour violon et piano. Pièce didactique composée en hommage à Olivier Messiaen.
- Irrenhaus (1989) pour voix de baryton et piano, sur un poème d’Ernst Stadler. Contribution au spectacle chorégraphique de José Besprosvany « Von Heute auf Morgen ».
- Vittoria (1992) pour voix de baryton et clavecin, sur un poème de Pier Paolo Pasolini. Contribution au spectacle chorégraphique de José Besprosvany « Retours ».
- Lethamorphos XXI (1996) pour voix de baryton et piano, sur un poème de Jacques Crickillon[6]. Version pour voix de ténor (1999).
- Ellipsen (1998) pour clarinette, violon et piano. Commande du centre culturel « De Rode Pomp » à Gand. Prix Irène-Fuerison de l’Académie Royale des Beaux-Arts de Belgique.
- Espaces oniriques (2000) pour piano.
- Maqâm (2000) pour flûtes à bec ténor, alto et soprano. Commande du Concours axion classics.
- Toccata éolienne (2002) pour alto et piano.
- Quatre Haïku, Evocations poétiques (2004) pour orgue. Commande du Sapporo Concert Hall Kitara[7].
- Âlâp (2005) pour bansouri, arpeggione et guitare.
- À un aspirant tué (2007) pour voix de ténor et orgue sur un poème d’Henry de Montherlant.
- Entrée dans le jardin de lumière (2007) pour orgue. Commande du Sapporo Concert Hall Kitara.
- Vues sur le jardin de lumière (2009) pour piano et quatuor et à cordes.
- Échos de la Ballade de l'Our (2010) pour flûtes à bec et flûtes traversières.
- Espaces oniriques II (2010) pour piano. Pièce imposée au Concours International André Dumortier.
- Tota pulchra es, amica mea (2010) pour 6 voix d'hommes (solos), orgue, cornets à bouquins, flûte à bec alto et électronique[8].
- Meguru (2011). Commande du Festival Ars Musica.
- Reflets (2011) pour violoncelle et piano.
- Voici l'absence. Cinq déplorations en antiphonie (2012) pour voix moyenne et orgue.
- Reflets (2012) pour flûte, violoncelle et piano[9].
- ...Et les sonances montent du temple qui fut (2012). Commande de l'Ensemble Musiques Nouvelles[10].
- Sonances (2012). Commande de l'Ensemble Musiques Nouvelles.
- Toshi kurezu (2013) sur des Haïku de Buson, pour orgue. Commande du Tokorozawa Civic Cultural Centre Muse.
- Shôrô (2014) pour quatuor à cordes.
- Cloches dans la brume (2014) pour piano. Pièce imposée au Conservatoire royal de Mons.
- Cristal de Bohème (2014) pour voix moyenne, piccolo, clarinette, violon, violoncelle et piano, sur un poème d'Albert Giraud. Commande du Festival Ars Musica.
- Sonances de l'an levant (2014) pour violon et électronique live. Commande du Centre Henri Pousseur.
- Le Pavillon des Songes (2016) pour quatuor à cordes. Commande d'Ars Musica et de la Sacem.
- La Cathédrale d'Ani (2017) pour piano. Premier prix pour la section piano solo du Concours international de composition "Antonio_Smareglia" 2018[11].
- Espaces oniriques III (2017) pour guitare.
- Cris de Bruxelles (2017) musique vocale a cappella. Commande du Forum des Compositeurs.
- L'iridescence du toucher (2018) pour piano.
- Traüme und Erwachen (2019) pour violon et orgue.
- Le jardin nu (2019) pour voix de mezzo-soprano et ensemble.
- Clarté sidérale (2019) pour voix de soprano, flûte traversière et piano. Commande de La Villa des Compositeurs.
- Le Petit Prince (2019). Théâtre musical pour récitants et ensemble pierrot.
- L'Ombre déchirée (2021). Commande de l'Ensemble Musiques Nouvelles[12].
- Tikranakerti Oror, berceuse du pays de Naïri (2021) pour organetto et voix de soprano.
- Tikranakert, cité-mère enfouie (2021) pour piano.
- The Primeval Atom (2022). Commande du Festival Ars Musica 2022 Big Science[13].
- Fragments du récit d'Irina Scherbakova (2023) pour mezzo-soprano, marimba et accordéon.
- Espace onirique IV (2023) pour piano.
- La lune à ma fenêtre (2024) musique de chambre. Commande de l'Ensemble Fractales.
- Visages-Paysages (2024) pour flûte, basson, alto, harpe et électronique live. Commande du Centre Henri Pousseur.

## Discographie partielle
- Ellipsen par l'Ensemble Kwartludium+. CD Polmic 059, 2010
- Tota pulchra es, amica mea par l'Ensemble Psallentes sous la direction de Hendrik Vanden Abeele, Eva Godard (cornet et flûte à bec), Arnaud Van de Cauter (orgue) et le Centre Henri Pousseur. CD Paraty 212117, 2012[14]
- ...Et les sonances montent du temple qui fut par l'Ensemble Musiques Nouvelles sous la direction de Jean-Paul Dessy. CD Cypres 4650, 2012
- Voici l'absence par Cindy Castillo et Aurélie Franck sur le CD « Fragments » (œuvres de Claude Ledoux et Jean-Pierre Deleuze). CD Paraty 114122, 2014[15],[16]
- Sonances de l'an levant par Wibert Aerts et le Centre Henri Pousseur sur le CD « 50 ans Centre Henri Pousseur ». CD ET'CETERA  KTC 1699, 2021
- Quatre Haïku, Evocations poétiques par Jean-Philippe Merckaert sur le CD « Le Grand Orgue Kern du Concert Hall Kitara de Sapporo ». CD KRN-001, 2022
- Mers mortes par João Costa Ferreira et Bruno Belthoise sur le CD « Dialogues ». CD COR 202005[17]
- Trois Chemins en Hayastan par l'Ensemble Sturm und Klang sour la direction de Thomas Van Haeperen sur le CD « Sur le Fil ». CD SND 22024, 2022[18]
- Hayastan par Laurence Mekhitarian sur le CD « Temps d'Arménie ». CD CYP4660, 2023[19]